# Курлак
Курлак (фр. Courlac) насеље је и општина у западној Француској у региону Поату-Шарант, у департману Шарант која припада префектури Ангулем.
По подацима из 2011. године у општини је живело 68 становника, а густина насељености је износила 10,33 становника/km². Општина се простире на површини од 6,58 km². Налази се на средњој надморској висини од 122 метара (максималној 139 m, а минималној 48 m).

## Демографија
| 1962. | 1968. | 1975. | 1982. | 1990. | 1999. | 2011. |
| ----- | ----- | ----- | ----- | ----- | ----- | ----- |
| 52    | 92    | 84    | 80    | 64    | 59    | 68    |

График промене броја становника у току последњих година